# Dates
Dates é uma série de televisão britânica exibida pelo Channel 4 em 2013.

## Enredo
Filmada em Londres, cada episódio se concentra em um primeiro encontro entre duas pessoas que se encontraram em um serviço de encontros on-line, explorando as questões e os meandros das relações modernas e as "emoções e calamidades" dos primeiros encontros. Alguns personagens aparecem em vários episódios.

## Elenco
- Will Mellor como David
- Oona Chaplin como Mia ("Celeste")
- Sheridan Smith como Jenny
- Neil Maskell como Nick
- Ben Chaplin como Stephen
- Katie McGrath como Kate
- Gemma Chan como Erica
- Montanna Thompson como Ellie
- Greg McHugh como Callum
- Sian Breckin como Heidi
- Andrew Scott como Christian
- Jamie Di Spirito como Jason

## Episódios
1. Mia and David
2. Jenny and Nick
3. Mia and Stephen
4. Erica and Kate
5. David and Ellie
6. Erica and Callum
7. Stephen and Mia
8. Jenny and Christian
9. Mia and David

## Produção
A série foi filmada em Londres durante o primeiro trimestre de 2013.